# Estadio Adana 5 Ocak
El Estadio Adana 5 Ocak (también llamado Estadio 5 Ocak Fatih Terim) es un estadio de fútbol que se encuentra ubicado en la ciudad de Adana, Turquía. El estadio tiene una capacidad de 14 000 personas y es utilizado por los clubes de fútbol Adanaspor y Adana Demirspor que disputan la Superliga de Turquía.
El nombre del estadio 5 Ocak (5 de enero) hace alusión al 5 de enero de 1922, día en que se puso fin a la ocupación francesa de Cilicia dentro de la Guerra de Independencia turca.
el Estadio Adana 5 Ocak fue demolido en julio de 2021, después de la inauguración del Nuevo Estadio de Adana en febrero de 2021 con capacidad para 35.000 personas.